# Polomcultuur
De Polomcultuur was een archeologische cultuur uit de vroege middeleeuwen (5e - 9e eeuw), met sites aan de boven- en middenloop van de Tsjeptsa. De cultuur dankt haar naam aan twee grafvelden nabij het dorp Polom, in de regio Kezski van Oedmoertië, die in 1906-1908 werden opgegraven door P.G. Tarasov en V.D. Jemeljanov.
De Polomcultuur ontstond als een uit meerdere componenten bestaande formatie van verschillende etnisch-culturele groepen, die in de begrafenis- en nederzettingsartefacten van de 5e tot 7e eeuw duidelijk te onderscheiden waren. Ze stonden het dichtst bij de gelijktijdige Lomovatkacultuur van de Boven-Kama-regio. Beide culturen worden beschouwd als ontstaan uit de bevolking van de Midden-Kama, die via de westelijke zijrivieren Siva en Otsjor naar de Tsjeptsa migreerde. Tegen het einde van de 6e eeuw was de westelijke invloed van de Azelinocultuur, die zich destijds uitstrekte tot de benedenloop van de Tsjeptsa, ook terug te vinden in de Polom-sites.
Het kerngebied van de Polomcultuur was de rechteroever van de bovenloop van de Tsjeptsa. De eerste Polom-sites verschenen aan het einde van de 5e eeuw aan de bovenloop van de Tsjeptsa en waren geconcentreerd in twee groepen: in het gebied van het dorp Varna en het dorp Polom. In de 7e eeuw begon de penetratie van de Polomcultuur langs de Tsjeptsa naar de Glazov-regio.
De Polomcultuur vormde de basis voor de Tsjeptsacultuur, en vaak worden ze gecombineerd tot één Polom-Tsjeptsacultuur.
De cultuur onderscheidde zich door grote grafvelden met massale begravingen. Onder zuidelijke invloed verschenen er na de Grote Volksverhuizing enige tijd grafheuvels en versterkte forten op over de rivier uitstekende hoogten.
De metaalbewerking ontwikkelde zich - er werden laagovens voor het smelten van ijzer, slakken en smeltkroezen voor brons ontdekt - evenals de akkerbouw. De bevolking bezat een complexe economie die veeteelt, landbouw, jacht, visserij en bijenteelt combineerde. Op het grafveld van Varna werden graven van soldaten met wapens ontdekt.